# 대한민국 상법 제628조
대한민국 상법 제628조는 납입가장죄 등에 대한 상법 회사법의 조문이다. 회사의 자본충실을 기하기 위해 가장납입 등을 규제하는 법이다.

## 조문
상법 제628조 (납입가장죄등) ①제622조제1항에 게기한 자가 납입 또는 현물출자의 이행을 가장하는 행위를 한 때에는 5년이하의 징역 또는 1천500만원이하의 벌금에 처한다.
②제1항의 행위에 응하거나 이를 중개한 자도 제1항과 같다.

## 판례
- 회사의 이사가 회사와 동종영업을 목적으로 하는 다른 회사를 설립하고 다른 회사의 이사 겸 대표이사가 되어 영업준비작업을 하여 오다가 영업활동을 개시하기 전에 다른 회사의 이사 및 대표이사직을 사임하였다고 하더라도 이는 상법 제397조 제1항 소정의 경업금지의무를 위반한 행위로서 이사의 해임에 관한 상법 제385조 제2항 소정의 '법령에 위반한 중대한 사실'이 있는 경우에 해당한다[1]
- 발기인이 제3자로부터 일시적으로 금전을 차입하여 주금을 납입하고 회사성립 후 즉시 이를 인출하여 차입금을 변제한 경우에 상법상 납입가장죄와 공정증서원본불실기재죄 및 동행사죄가 성립하나 회사 자본금이 실질적으로 증가됨을 전제로 한 업무상횡령죄가 성립한다고 할 수는 없다[2]
- 상법 제628조 제1항의 납입가장죄는 회사의 자본충실을 기하려는 법의 취지를 해치는 행위를 단속하려는 것이므로, 주식회사의 설립 또는 증자를 위하여 은행에 납입하였던 돈을 그 설립등기 내지 증자등기가 이루어진 후 바로 인출하였다 하더라도 그 인출금을 주식납입금 상당의 자산을 양수하는 대금으로 사용한 경우에는 납입가장죄가 성립하지 아니한다[3]

## 같이 보기
- 가장납입
- 이사
- 현물출자

## 참고문헌
- 송호신. (2007). 가장납입의 유효성에 대한 비판과 상법 제628조의 해석. 한양법학, 21, 437-469.
- 김성탁. (2009). 轉換社債의 納入을 假裝하는 경우 納入假裝罪(상법 제628조 제1항)의 成否. 법학연구, 12(3), 205-240.